# استعاره‌هایی که با آن‌ها زندگی می‌کنیم
استعاره‌هایی که با آن‌ها زندگی می‌کنیم (به انگلیسی: Metaphors We Live By) نام کتابی است که توسط جورج لیکاف و مارک جانسون نگاشته شده‌است. در این کتاب به صورت جدی بهاستعارهٔ مفهومی پرداخته می‌شود. استعارهٔ مفهومی به کار گرفتن روابط یک حوزهٔ مفهومی آشناتر و اغلب ملموس برای درک روابط مفهومی حوزه‌ای نوین و اغلب انتزاعی است. چنان‌که ما از صفت نسبی بالاتر که مخصوص حوزهٔ ملموس ارتفاع است برای توصیف نسبت میان نمره‌ها که امری انتزاعی است بهره می‌گیریم.

## محتوا
این کتاب و کتاب فلسفهٔ جسمانی کتاب‌هایی هستند که ایده‌های بنیادین جرج لیکاف و مارک جانسون را بیان می‌کنند .این دو کتاب ایده‌هایی مانند استعارهٔ مفهومی، جسمانیت یا ذهن جسمانی، و ناخودآگاه شناختی را به ما معرفی می‌کنند و قدم به قدم راهی را طی می‌کنند که به بنا کردن نظیری شناختی برای فلسفه می‌انجامد. دانشی که بر مبنای پژوهش شناختی به پرسش‌های بنیادین فلسفه پاسخ می‌دهد و خطاهای شناختی فیلسوفان پیشین را تکرار نمی‌کند.

## تاریخچهٔ مختصر کتاب
لیکاف در پیش‌گفتار کوتاهی که بر کتاب نوشته است اشاره کرده که او و جانسون هم‌زمان دریافته بوده‌اند که سنت‌های معنی‌شناختی فلسفه و زبان‌شناسی غرب برای بیان رابطهٔ سه‌تایی ذهن و زبان و جهان کارایی کافی ندارند؛ و سنت‌های مذکور رابطهٔ اندکی با چیزی دارد که مردم در زندگیشان «معنی‌دار» می‌یابند.
از سویی جانسون در پژوهش‌هایش دریافته بوده که سنت فلسفی غرب در درک جهان پیرامونی یا نقشی برای استعاره قائل نیست یا نقش استعاره را بسیار کم‌رنگ می‌بیند. از آن سو لیکاف شواهد زبان‌شناختی‌ای یافته بوده که نشان می‌داده‌اند استعاره در زندگی و اندیشهٔ روزمرهٔ آدمیان نقشی فراگیر و غیرقابل انکار دارد. این دو در آن زمان حدس می‌زدند شاید استعاره کلیدی برای یافتن توضیحی جامع دربارهٔ ادراک باشد.
دو نفری کار را برای نوشتن مقاله‌ای با هدف زدودن کژی‌ها از نظریه‌های رایج معنی‌شناسی آغاز می‌کنند و خیلی زود متوجه می‌شوند که حتی طرح موضوع بدون تصحیح گروهی از خطاهای درست‌انگاشته شده در سنت فلسفی غرب شدنی نیست. پس، به ناچار نوشتن این کتاب را با رویکردی تجربه‌گرا آغاز می‌کنند.

## استعارهٔ مفهومی و استعارهٔ ادبی
دو تفاوت عمده میان استعارهٔ ادبی و استعارهٔ مفهومی وجود دارد. نخست این که استعارهٔ مفهومی بر خلاف ادبی چیزی نیست که به زبان بلاغی خاصی وابسته باشد و تنها در آن امکان ظهور بیابد، بلکه بسیار رایج و آزاد از وابستگی به زبان خاص است. دوم این که استعارهٔ مفهومی منحصر به واژه یا زبان نیست، بلکه هم‌زمان از جنس اندیشه و عمل نیز هست.
انسان‌ها برای درک مفهوم‌های نو، ناشناخته‌تر و اغلب انتزاعی‌تر، اغلب ناخودآگاه در پی جستن شباهتی میان آن مفهوم و مفهومی مانوس‌تر، ملموس‌تر و غالباً حسی-حرکتی هستند تا این شباهت به درک مفهوم نو کمک کند. ما مفهوم بحث را با استعارهٔ مفهومی جنگ درمی‌یابیم و مفهوم شدت و ضعف رابطه‌های انسانی را با گرما و سرما. این نوع خاص از ادراک حاصل از شباهت همان استعارهٔ مفهومی است که لیکاف و جانسون گمان می‌کنند حجم عظیمی از ادراک بشر را سامان می‌دهد.

## ساختار کتاب
کتاب سی فصل کوتاه دارد (به‌طور متوسط هر فصل کم‌تر از ۱۲ صفحه) که می‌توان آن‌ها را به سه گروه تقسیم کرد:
- فصل‌هایی که در پی آشنا کردن مخاطب با مفهوم استعارهٔ مفهومی و جزئیات و حواشی آن هستند
- فصل‌هایی که در پی گزارشی از نتایج حاصل از تمرکز بر این مفهوم نوین و پژوهش کردن آن هستند
- فصل‌هایی که در پی زدودن تصورهای خطا و بنیادین پیشین در فلسفه و زبان‌شناسی هستند

در نهایت کتاب نشان می‌دهد که احتمالاً دو نویسنده هنوز آن حد از اطمینان به یافته‌ها، پیچیدگی و جزئی‌نگری نظری، نظم و رده‌بندی ذهنی و دیگر عوامل درونی و بیرونی لازم را برای ارائهٔ شکلی نهایی از نظریه‌شان در هنگام نوشتن و انتشار کتاب نیافته بوده‌اند. این اتفاقی است که بعدها در کتاب فلسفهٔ جسمانی می‌افتد.

## ترجمهٔ فارسی
این کتاب سه بار تحت‌عناوین استعاره‌هایی که با آن‌ها زندگی می‌کنیم (هاجر آقاابراهیمی، نشر علم و نیز جهانشاه میرزابیگی، نشر آگاه) و استعاره‌هایی که باور داریم (راحله گندمکار، نشر علمی) به فارسی ترجمه شده‌است.